# Labrundinia separata
Labrundinia separata är en tvåvingeart som först beskrevs av Edwards 1931.  Labrundinia separata ingår i släktet Labrundinia och familjen fjädermyggor. Inga underarter finns listade i Catalogue of Life.